# Нелюбино (Томський район)
Нелю́бино (рос. Нелюбино) — присілок у складі Томського району Томської області, Росія. Входить до складу Зоркальцевського сільського поселення.

## Населення
Населення — 1409 осіб (2010; 1341 у 2002).
Національний склад (станом на 2002 рік):
- росіяни — 93 %